# ردکودوب
ردکودوب (انگلیسی: Redkodub) یک شهرک در بخش آلکسیفسکی استان بلگورود کشور روسیه است.